# Мимёр, Жак-Луи де Валон
Жак-Луи де Валон (фр. Jacques-Louis de Valon; 19 ноября 1659, Дижон — 3 марта 1719, Осон), маркиз де Мимёр — французский придворный и военный деятель, поэт и переводчик.

## Биография
Сын Ришара де Валона, сеньора де Мимёра, и Жанны дю Виллар.
Происходил из семьи нидерландского происхождения, из которой вышло большое число служащих Бургундского парламента и мальтийских рыцарей.
С десяти лет проявлял способности к поэзии, которые были замечены принцем Конде, определившим Валона сначала пажом, а затем менином к юному дофину.
В 19 лет как волонтер участвовал в Алжирской экспедиции, а в 1684 году в осаде Люксембурга.
Запасной лейтенант (1685), лейтенант (1687) полка Короля, с которым был при осадах и взятии Филиппсбурга, Мангейма и Франкенталя в 1688 году. Храбрость и рассудительность, проявленная им на глазах дофина в этих и других операциях, а также протекция этого принца, доставили Валону должность сублейтенанта роты Английских жандармов (22.05.1689), с которой он участвовал в битве при Флёрюсе (1690), осаде Монса и битве при Лёзе (1691), осаде Намюра и битве при Стенкерке (1692).
4 мая 1693 был произведен в кампмейстеры кавалерии и направлен в Пьемонт, где в том же году участвовал в битве при Марсалье. В 1694—1695 годах служил в Германской армии, в 1696 году в Итальянской, начавшей осаду Валенцы, в 1697-м в Рейнской армии, а в 1698 году в Кудёнском лагере близ Компьена.
28 октября 1699 оставил должность в роте Английских жандармов, став кампмейстером кавалерийского полка Шатле, позднее расформированного.
29 апреля 1702 назначен адъютантом герцога Бургундского, с которым отправился в Нидерланды и участвовал в бою с голландцами под Нимвегеном. В следующем году принимал участие в осаде Брайзаха и был отправлен герцогом к королю с известием о сдаче этой крепости. 10 февраля 1704 был произведен в бригадиры кавалерии.
В 1704—1711 годах продолжал службу во Фландрской армии, участвовал в битвах при Рамийи, Ауденарде и Мальплаке. 20 марта 1709 был произведен в лагерные маршалы. В 1711 году под командованием Сен-Фремона с 15 батальонами и 15 эскадронами перешел в Германскую армию, с которой и закончил кампанию.
В 1712 году участвовал в осадах Дуэ, Скарпа и Ле-Кенуа, в 1713-м в осадах и взятии Ландау и Фрайбурга. Генерал-лейтенант (8.03.1718).
Поэтический талант Валона удостоился похвалы Людовика XIV, который в 1697 году пожаловал ему титул маркиза де Мимёра, и принцев крови. Особенно он преуспел в сочинении латинских стихов, имевших немало ценителей при дворе. Вольный перевод оды Горация открыл для маркиза двери Французской академии, куда он 19 апреля 1707 был избран на место президента Кузена при поддержке принца де Конти, мадам де Монтеспан и Буало. 1 декабря Луи де Саси принял его в число академиков.
Подражания античной лирике, вышедшие из под пера маркиза, заслужили похвалу Вольтера, в ранней юности водившего с ним знакомство. Биограф XIX века считает их обладающими легкостью, но со слабым колоритом.
Маркиз был губернатором Осона, в котором и умер в 1719 году.

## Семья
Жена (19.01.1707): Шарлотта Мадлен де Карвуазен (ум. 30.11.1739), дочь Шарля де Карвуазена, сеньора де Шокёз, и Элен Лекаррон
Наследницей владений и титулов стала его сестра Анн-Филиппина де Валон, дама де Мимёр, Флавельер, Вож, Буссоль, Жанлис и Вее, жена Ансельма Бернара Фьо, сеньора де Вожинуа, Манад и Таруазо, к потомкам которого перешел маркизат Мимёр.